# 未公開
| ウィキペディアには「未公開」という見出しの百科事典記事はありません（タイトルに「未公開」を含むページの一覧/「未公開」で始まるページの一覧）。 代わりにウィクショナリーのページ「未公開」が役に立つかもしれません。 |